# Гримальдо, Алехандро
Алеха́ндро Грима́льдо Гарси́я (исп. Alejandro Grimaldo García; род. 20 сентября 1995 года в Валенсии) — испанский футболист, левый защитник клуба «Байер 04» и сборной Испании. Чемпион Европы в возрастной категории до 19 лет.

## Клубная карьера
Алехандро начинал свою карьеру в футбольной школе «Валенсии». В 2008 году он вошёл в молодёжную систему «Барселоны». За вторую команду клуба Гримальдо дебютировал 4 сентября 2011 года в победном матче против «Картахены». Он стал самым молодым игроком (15 лет и 349 дней), когда-либо выходившим на поле в Сегунде. В сезоне 2012/13 защитник стал основным игроком команды. В начале 2013 года он получил тяжёлую травму колена и выбыл на длительный срок. Восстановившись после травмы, Гримальдо вернул себе место в основном составе. Перед началом сезона 2014/2015 Луис Энрике взял его на предсезонные сборы с первой командой «Барселоны». В сезоне 2015/2016 Алехандро стал капитаном «Барселоны B».
В декабре 2015 года Гримальдо договорился о переходе в португальскую «Бенфику» за 1,5 млн евро и присоединился к новому клубу в январе следующего года.
В мае 2023 года Гримальдо подписал контракт с клубом «Байер 04» и присоединился к немецкой команде в июле 2023 года по истечении контракта с «Бенфикой».

## Карьера в сборной
Алехандро играл в юниорских сборных Испании (до 16 и до 17 лет). Своей не по годам взрослой игрой он заслужил приглашение в сборную Испании (до 19 лет), в составе которой поехал на чемпионат Европы в возрастной категории до 19 лет 2012 года. Испанцы завоевали свой шестой титул, а Гримальдо провёл семь матчей, включая финальную игру со сборной Греции.

## Статистика

### Клубная
| Выступление      | Выступление      | Выступление      | Чемпионат | Чемпионат | Кубки | Кубки | Еврокубки | Еврокубки | Прочие | Прочие | Итого | Итого |
| Клуб             | Лига             | Сезон            | Игры      | Голы      | Игры  | Голы  | Игры      | Голы      | Игры   | Голы   | Игры  | Голы  |
| ---------------- | ---------------- | ---------------- | --------- | --------- | ----- | ----- | --------- | --------- | ------ | ------ | ----- | ----- |
| Бенфика          | Примейра         | 2015/2016        | 2         | 0         | 3     | 0     | 0         | 0         | 0      | 0      | 5     | 0     |
| Бенфика          | Примейра         | 2016/2017        | 14        | 2         | 3     | 0     | 4         | 0         | 0      | 0      | 21    | 2     |
| Бенфика          | Примейра         | 2017/2018        | 28        | 1         | 5     | 0     | 4         | 0         | 0      | 0      | 37    | 1     |
| Бенфика          | Примейра         | 2018/2019        | 34        | 4         | 5     | 0     | 15        | 3         | 0      | 0      | 54    | 7     |
| Бенфика          | Примейра         | 2019/2020        | 26        | 0         | 7     | 1     | 8         | 0         | 0      | 0      | 41    | 1     |
| Бенфика          | Примейра         | 2020/2021        | 31        | 2         | 5     | 0     | 7         | 0         | 0      | 0      | 43    | 2     |
| Бенфика          | Примейра         | 2021/2022        | 29        | 5         | 5     | 1     | 14        | 0         | 0      | 0      | 48    | 6     |
| Бенфика          | Примейра         | 2022/2023        | 33        | 5         | 7     | 1     | 14        | 2         | 0      | 0      | 54    | 8     |
| Бенфика          | Итого            | Итого            | 197       | 19        | 40    | 3     | 66        | 5         | 0      | 0      | 303   | 27    |
| Байер 04         | Бундеслига       | 2023/2024        | 33        | 10        | 6     | 0     | 12        | 2         | 0      | 0      | 51    | 12    |
| Байер 04         | Бундеслига       | 2024/2025        | 12        | 1         | 3     | 0     | 5         | 2         | 0      | 0      | 20    | 3     |
| Байер 04         | Итого            | Итого            | 45        | 11        | 9     | 0     | 17        | 4         | 0      | 0      | 71    | 15    |
| Всего за карьеру | Всего за карьеру | Всего за карьеру | 242       | 30        | 49    | 3     | 83        | 9         | 0      | 0      | 374   | 42    |

### Сборная
| Матчи и голы Алехандро Гримальдо за сборную Испании | Матчи и голы Алехандро Гримальдо за сборную Испании | Матчи и голы Алехандро Гримальдо за сборную Испании | Матчи и голы Алехандро Гримальдо за сборную Испании | Матчи и голы Алехандро Гримальдо за сборную Испании | Матчи и голы Алехандро Гримальдо за сборную Испании | Матчи и голы Алехандро Гримальдо за сборную Испании |
| №                                                   | Дата                                                | Оппонент                                            | Счёт                                                | Голы                                                | Соревнование                                        |                                                     |
| --------------------------------------------------- | --------------------------------------------------- | --------------------------------------------------- | --------------------------------------------------- | --------------------------------------------------- | --------------------------------------------------- | --------------------------------------------------- |
| 1                                                   | 16 ноября 2023                                      | Кипр                                                | 3:1                                                 | —                                                   | Отборочные матчи ЧЕ-2024                            |                                                     |
| 2                                                   | 22 марта 2024                                       | Колумбия                                            | 0:1                                                 | —                                                   | Товарищеский матч                                   |                                                     |
| 3                                                   | 5 июня 2024                                         | Андорра                                             | 5:0                                                 | —                                                   | Товарищеский матч                                   |                                                     |
| 4                                                   | 8 июня 2024                                         | Северная Ирландия                                   | 5:1                                                 | —                                                   | Товарищеский матч                                   |                                                     |
| 5                                                   | 24 июня 2024                                        | Албания                                             | 1:0                                                 | —                                                   | Финальные матчи ЧЕ-2024                             |                                                     |
| 6                                                   | 30 июня 2024                                        | Грузия                                              | 4:1                                                 | —                                                   | Финальные матчи ЧЕ-2024                             |                                                     |
| 7                                                   | 5 сентября 2024                                     | Сербия                                              | 0:0                                                 | —                                                   | Лига наций УЕФА 2024/2025                           |                                                     |
| 8                                                   | 8 сентября 2024                                     | Швейцария                                           | 4:1                                                 | —                                                   | Лига наций УЕФА 2024/2025                           |                                                     |
| 9                                                   | 12 октября 2024                                     | Дания                                               | 1:0                                                 | —                                                   | Лига наций УЕФА 2024/2025                           |                                                     |
| 10                                                  | 18 ноября 2024                                      | Швейцария                                           | 3:2                                                 | —                                                   | Лига наций УЕФА 2024/2025                           |                                                     |

Итого: 10 матчей / 0 голов; 8 побед, 1 ничья, 1 поражение

## Достижения

### Командные
«Бенфика» (Лиссабон)
- Чемпион Португалии (4): 2015/16, 2016/17, 2018/19, 2022/23
- Обладатель Кубка Португалии: 2016/17
- Обладатель Кубка португальской лиги: 2015/16
- Обладатель Суперкубка Португалии (3): 2016, 2017, 2019

«Байер 04»
- Чемпион Германии: 2023/24
- Обладатель Кубка Германии: 2023/24
- Обладатель Суперкубка Германии: 2024

Сборная Испании
- Чемпион Европы: 2024
- Серебряный призёр Лиги наций УЕФА: 2024/25

Сборная Испании (до 19 лет)
- Победитель юношеского чемпионата Европы (до 19 лет): 2012

### Личные
- Вошел символическую сборную сезона Лиги Европы УЕФА: 2018/19[7]
- Игрок месяца в Бундеслиге: апрель 2024[8]
- Входит в состав символической сборной сезона по версии ESM: 2023/24[9]